# Desa Calingcing (administrativ by i Indonesien, lat -7,38, long 106,78)
Desa Calingcing är en administrativ by i Indonesien.   Den ligger i provinsen Jawa Barat, i den västra delen av landet, 130 km söder om huvudstaden Jakarta.